# NGC 2501
NGC 2501 (другие обозначения — MCG −2-21-2, IRAS07561-1413, PGC 22354) — линзообразная галактика (S0) в созвездии Корма.
Этот объект входит в число перечисленных в оригинальной редакции «Нового общего каталога».
В галактике вспыхнула сверхновая SN 2014dv типа Ia, её пиковая видимая звездная величина составила 16,0.